# Zănești (gmina)
Zănești – gmina w Rumunii, w okręgu Neamț. Obejmuje miejscowości Traian i Zănești. W 2011 roku liczyła 4902 mieszkańców.